# Augustin Jagg

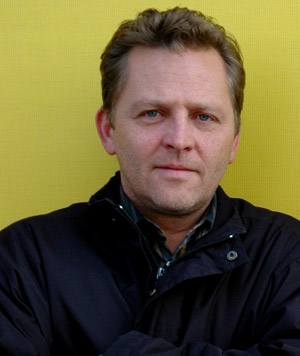
Augustin Jagg

Augustin Jagg (* 3. November 1960) ist ein österreichischer Theaterregisseur und Gründer und künstlerischer Leiter des Theater Kosmos in Bregenz.

## Leben
Jagg ist in Vorarlberg aufgewachsen und besuchte von 1981 bis 1984 an der Hochschule für Musik und darstellende Kunst in Graz den Studienzweig Regie.
1986 und 1987 war er Produktionsdramaturg und Erster Hörspielregisseur in der Hauptabteilung Literatur beim ORF in Wien. Seither war er für verschiedene Theaterarbeiten in Österreich, Deutschland, Liechtenstein und der Schweiz verantwortlich.
Augustin Jagg lebt als freier Regisseur in Bregenz.

## Hörspielregie
- ""Chlorophyll"" (von Christian Mähr) im ORF 1985

## Inszenierungen
- Die Straße der Masken (von Heinz Rudolf Unger) im Volkstheater Wien
- Love & Glory (von Andreas Schreiber und Michael Köhlmeier) im Theater der Jugend, Wien
- Der Klassenfeind (von Nigel Williams) im Theater beim Auersperg, Wien „Der Klassenfeind“, Nigel (Kleinbühnenpreis der Stadt Wien)
- Leonce und Lena (von Georg Büchner) im Theater am Kirchplatz (Liechtenstein)
- Nach Aschenfeld (von F. K. Waechter) im Theater die Kiste (Kinder- und Jugendtheater)
- Die Träume der Klytaimnestra (von Dacia Maraini) im Theater m.b.H., Wien
- Das Ende vom Anfang (von Sean O’Casey) im Ateliertheater Riehen
- Mein privates Glück (von Michael Köhlmeier) im Theater für Vorarlberg

### Freie Produktionen mit offenen Ensembles
- Titanic (Oper von Robert Rutishauser und Karel Dobr Schlinsin) in St. Gallen (Schweiz), Uraufführung
- Apokalypse (Oper von Gerold Amann und Michael Köhlmeier) im Saumarkt Feldkirch, Uraufführung
- Zibulsky… (von Edgar Hilsenrath), Uraufführung
- Theater k.l.a.s. auf der Heunburg:
  - Der liebe Augustin (von Michael Köhlmeier) 1997
  - Der Held des Südens (The Playboy of the Western World) von John Millington Synge 1999
  - D. Faust – liquid memories (Projektarbeit) 2000
  - A Hard Heart – Die Belagerung (von Howard Barker) 2002
  - Wunschloses Unglück (von Peter Handke) 2004
  - Vor dem Ruhestand (von Thomas Bernhard) 2005
  - Untertagblues (von Peter Handke) 2006
  - Nordost (von Torsten Buchsteiner) 2007
  - Heiliges Land (von Mohamed Kacimi) 2008

### Produktionen für das Theater Kosmos
- Dirty Dishes (von Nick Whitby) ÖE, 1997
- Abwesenheiten (von Ilias Driss) DE, 1997
- Lederfresse (von Helmut Krausser) ÖE, 1998
- Fintzfinger, ab geht er! (von Johann Jakob Wurster) ÖE, 1999
- Unter der Gürtellinie (von Richard Dresser) ÖE, 1999
- Zwei (von Jim Cartwright) ÖE, 2000
- Salzwasser (von Conor McPherson) ÖE, 2000
- Kochen mit Elvis (von Lee Hall) ÖE, 2001
- Pera Palas (von Sinan Ünel) ÖE, 2001
- Spoonface Steinberg (von Lee Hall), 2001
- Fünf im gleichen Kleid (von Alan Ball)
- Dublin Carol (von Conor McPherson) ÖE, 2001
- Nestor (von Michael Köhlmeier) UA, 2002
- Krupp oder Das ewige Leben (von Erwin Riess) UA, 2002
- Hartes Herz (von Howard Barker), 2002
- Hysterikon (von Ingrid Lausund) ÖE, 2003
- Ballerina (von Christoph Keller) UA, 2003
- Im siebten Himmel ist Ruh (von Arna Aley) UA, 2004
- Bandscheibenvorfall (von Ingrid Lausund) ÖE, 2004
- Der Kissenmann (von Martin McDonagh), 2004
- Untertagblues (von Peter Handke), 2005
- Vorher Nachher (von Roland Schimmelpfennig), 2005
- Vor dem Ruhestand (von Thomas Bernhard), 2005
- Fasten Seat Belts (von Jaan Tätte) ÖE, 2006
- Verwanzt (von Tracy Letts) ÖE, 2006
- Verzeihung, ihr Alten, wo finde ich Zeit, Liebe und ansteckenden Irrsinn? (von Christian Lollike) ÖE, 2006
- Herbst und Winter (von Max Lang) UA, 2006
- Thom Pain (von Will Eno) ÖE, 2007
- Das Maß der Dinge (von Neil LaBute), 2007
- Heiliges Land (von Mohamed Kacimi), 2008
- Der Hässliche (von Marius von Mayenburg), 2008
- Fressen Lieben Kotzen (von Cornelia Gellrich) ÖE, 2008

## Auszeichnungen
- 2020: Toni-Russ-Preis gemeinsam mit Hubert Dragaschnig[1][2]